# Trappe (Odenthal)
Trappe war ein Wohnplatz in Unterodenthal in der heutigen Gemeinde Odenthal  im Rheinisch-Bergischen Kreis.

## Lage und Beschreibung
Trappe lag in der Nähe der Dhünn gegenüber dem Odenthaler Dorf in westlicher Richtung.

## Geschichte
Trappe gehörte zur Bürgermeisterei Odenthal im preußischen Kreis Mülheim am Rhein. Das Haus Op dr Trappen diente als Brauerei und Brennerei, später auch als Gaststätte Zur Trappen, Gemeindekasse und Poststelle.
Der Ort ist auf der Topographischen Aufnahme der Rheinlande von 1824 und auf der Preußischen Uraufnahme von 1840 als Trappe verzeichnet. Ab der Preußischen Neuaufnahme von 1892 ist er nicht mehr auf Karten verzeichnet.
| Jahr | Einwohner | Wohn- gebäude | Kategorie  |
| ---- | --------- | ------------- | ---------- |
| 1830 | 19        |               | Ackergut   |
| 1845 | 17        | 2             | Ackergüter |